# Dikti-Gebirge
Das Dikti-Gebirge (griechisch Δίκτη Dikti) oder Lasithi-Gebirge (Λασιθιώτικα Όρη Lasithiotika Ori) ist ein Höhenzug auf der griechischen Insel Kreta. Die Bergkette liegt im Südosten der Insel in den Regionalbezirken Iraklio und Lasithi zwischen den Städten Iraklio und Agios Nikolaos.
Das Gebirge erreicht mit dem Berg Dikti eine Höhe von bis zu 2148 Meter und ist damit das dritthöchste Gebirge Kretas. Es ist etwa 30 Kilometer lang und bis zu 14 Kilometer breit. Neben dem Dikti erreichen zwei weitere Gipfel eine Höhe von über 2000 Metern, der Afentis Christos (Αφέντης Χριστός) mit 2141 Meter und der Lazaros (Λάζαρος) mit 2085 Meter. Sieben weitere Berge sind über 1500 Meter hoch.
In der Neuzeit bis ins 19. Jahrhundert wurde das Gebirge Lasithi genannt. Topografische Angaben antiker Autoren wie Strabon führten zur Identifizierung der Berge als das Dikte des Altertums, das zwischen dem Idagebirge und dem Kap Samonion im äußersten Nordosten der Insel gelegen habe. Seitdem hat sich neben Lasithi der Name Dikti für das Gebirge etabliert.
Die Höhenzüge des Dikti-Gebirges umschließen die Lasithi-Hochebene, die flächenmäßig größte Hochebene Kretas. Die Höhenlagen des Gebirges sind fast vegetationslos und praktisch unbesiedelt. An den tieferen Hängen und auf der Hochebene befinden sich kleine Siedlungen und Dörfer, in denen die wenigen Einwohner hauptsächlich von der Viehhaltung leben.